# Communications International
Communications International (CI) was een internationale vakbondsfederatie.

## Historiek
De organisatie werd opgericht onder de naam Postal, Telegraph and Telephone International (PTTI) in 1920 te Milaan.
In 1997 werd de naam gewijzigd in Communications International en op 1 januari 2000 fuseerde de organisatie met de Fédération Internationale des Employés, Techniciens et Cadres (FIET), de International Graphical Federation (IGF) en Media and Entertainment International (MEI) tot de UNI Wereldvakbond.

## Structuur

### Bestuur
| Tijdspanne  | Voorzitter              |
| ----------- | ----------------------- |
| 1920 - 1949 | John William Bowen      |
| 1949 - 1957 | Charles Geddes          |
| 1957 - 1960 | William Norton          |
| 1960 - 1966 | Carl Stenger            |
| 1966 - 1967 | Ron Smith               |
| 1967 - 1969 | Charles Delacourt-Smith |
| 1969 - 1974 | Joseph Beirne           |
| 1974 - 1979 | Ivan Reddish            |
| 1979 - 1984 | Ernst Breit             |
| 1984 - 1985 | Glen Watts              |
| 1985 - 1990 | Akira Yamagishi         |
| 1990 - 1997 | Curt Persson            |
| 1997 - 1999 | Kurt van Haaren         |

| Tijdspanne  | Algemeen secretaris       |
| ----------- | ------------------------- |
| 1920 - 1933 | Ludwig Maier              |
| 1933 - 1940 | Franz Rohner              |
| 1940 - 1963 | Fritz Gmür                |
| 1963 - 1964 | Anton Buning (ad interim) |
| 1965 - 1989 | Stefan Nędzyński          |
| 1989 - 1999 | Philip Bowyer             |